# 香港國際建築裝飾材料及五金展
香港國際建築裝飾材料及五金展是香港每年一度的展覽盛事，由香港貿易發展局與華港國際展覽有限公司合作舉辦，每年 (通常於10月) 在亞洲國際博覽館舉行，展覽為到買家提供一站式的服務平台，以方便採購各類型的建築、裝飾及五金產品。參展商亦會展示種類廣泛的產品及服務。

## 主要展品類別
- 衛浴、廚房
- 建築裝飾五金
- 建築科技
- 天花、幕牆
- 陶瓷、石材
- 塗料、化學建材
- 門窗
- 室內裝飾材料
- 家具

## 外部連結
- Hong Kong International Building and Decoration Materials & Hardware Fair （页面存档备份，存于）
- 2010香港国际建筑装饰材料五金展 87内地企业参